# Turpinia stipulacea
Dalrympelea stipulacea là một loài thực vật thuộc họ Staphyleaceae. Đây là loài đặc hữu của Malaysia.